# 大克柳奇夫
48°27′40″N 24°56′34″E / 48.46111°N 24.94278°E
大克柳奇夫（烏克蘭語：Великий Ключів），是烏克蘭的村落，位於該國西部伊萬諾-弗蘭科夫斯克州，由科洛梅亞區負責管轄，處於克柳奇夫卡河畔，始建於1416年，面積29.06平方公里，2001年人口3,417。